# Gustave Geffroy
Gustave Geffroy (1. června 1855 Paříž – 4. dubna 1926 tamtéž) byl francouzský novinář, kritik umění, historik a prozaik. Byl jedním z deseti zakládajících členů literární organizace Académie Goncourt v roce 1900.
Geffroy je známý jako jeden z prvních historiků impresionistického uměleckého hnutí.  Znal a prosazoval Moneta, kterého potkal v roce 1886 v Belle-Île-en-Mer. Monet ho seznámil s Cézannem, který v roce 1895 namaloval jeho portrét.
Geffroy se narodil a zemřel v Paříži; je pohřben na Cimetière de Montrouge. Jeho jméno nese ulice ve 13. pařížském obvodu, poblíž manufaktury Gobelins.

## Hlavní díla
Romány
- Le Cœur et l'esprit (1894)
- L'apprentie (1904)
- Hermine Gilquin (1907)
- La Comédie buržoazní (1922)
- Cécile Pommier. (1) L'Éducation spirituelle (2) La Lutte des classes (2 svazky, 1923)

Výtvarné umění
- Bernard Palissy (1881)
- Le Statuaire Rodin (1889)
- La Vie artistique (8 svazků, 1892–1903)
- Rubens (1902)
- Les Musées d'Europe (11 svazků, 1906–1908)
- Claude Monet (1920)
- Paul Cézanne, Portrét Gustava Geffroye , 1895. Olej na plátně, 110 × 89 cm. Musée d'Orsay, PařížRené Lalique (1922)
- Sisley (1923)

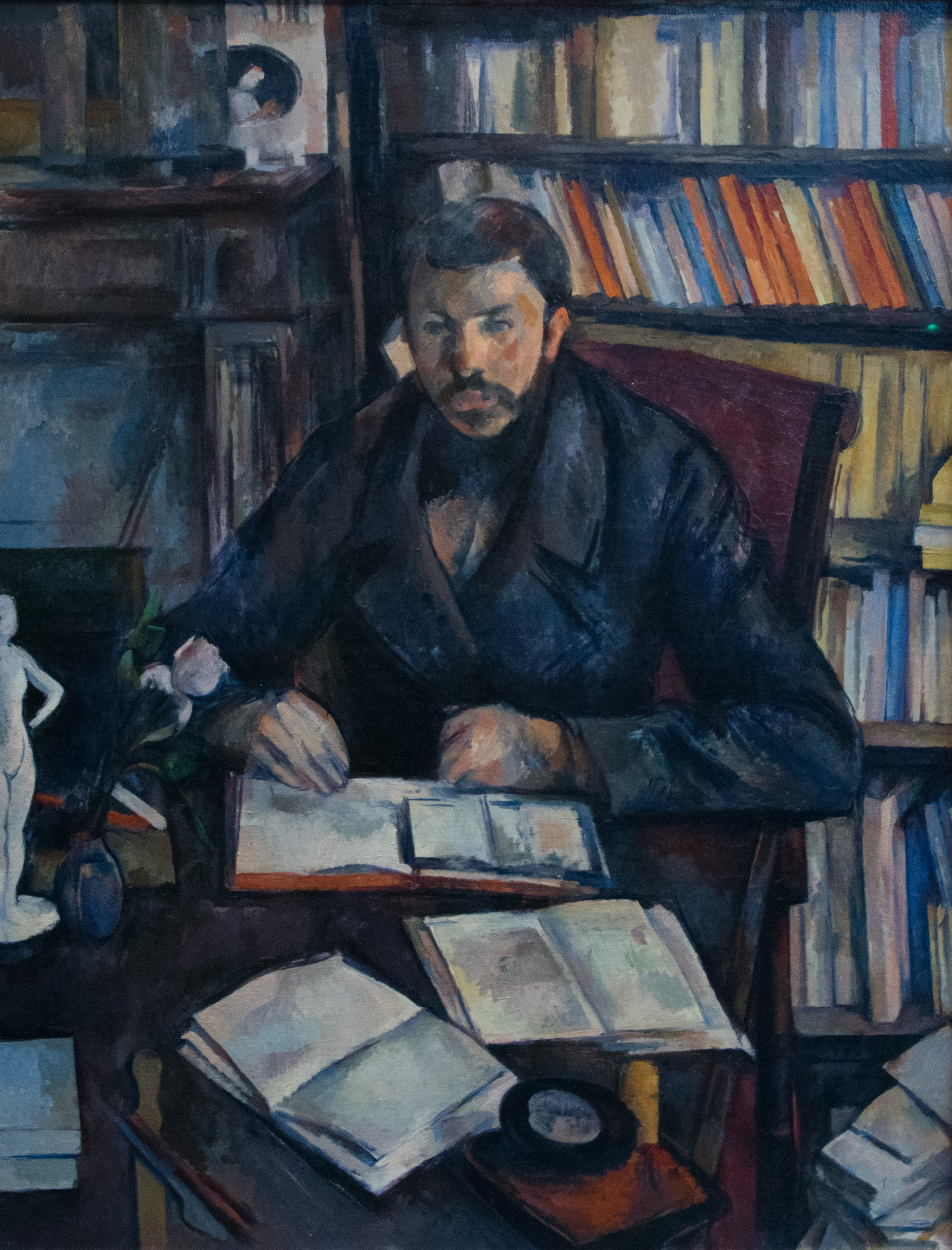
Paul Cézanne, Portrét Gustava Geffroye, 1895. Olej na plátně, 110 × 89 cm. Musée d'Orsay, Paříž

- předmluva k Auguste Brouet: catalogue de son œuvre gravé (2 svazky, 1923), katalog leptaného díla Auguste Broueta
- Charles Meryon (1926)
- Corot
- Daumier

Dějiny
- L'Enfermé (1897)
- La Bretagne (1905)
- Clemenceau (1918)
- Constantin Guys, l'historien du Second Empire (1920)

Jiné
- Novinář Notes d'un: vie, littérature, théâtre (1887)
- Pays d'Ouest (1897)
- Les Minutes parisiennes, 2 heures. La Cité et l'île Saint-Louis (1899)
- L'Apprentie, historické drama o 4 dějstvích, Paříž, Théâtre de l'Odéon, 7. ledna 1908
- Les Bateaux de Paris (1903)
- Les Minutes parisiennes. 7 heures. Belleville (1903)
- Obrázky du jour et de la nuit (1924)